# 斯穆克西格諾爾 (亞利桑那州)
斯穆克西格諾爾（英語：Smoke Signal）是位於美國亞利桑那州納瓦霍縣的一個非建制地區。該地的面積和人口皆未知。

## 地理
斯穆克西格諾爾的座標為35°58′48″N 110°02′42″W / 35.98000°N 110.04500°W，而該地的平均海拔高度為1956米（即6417英尺）。